# Arche (tidskrift)

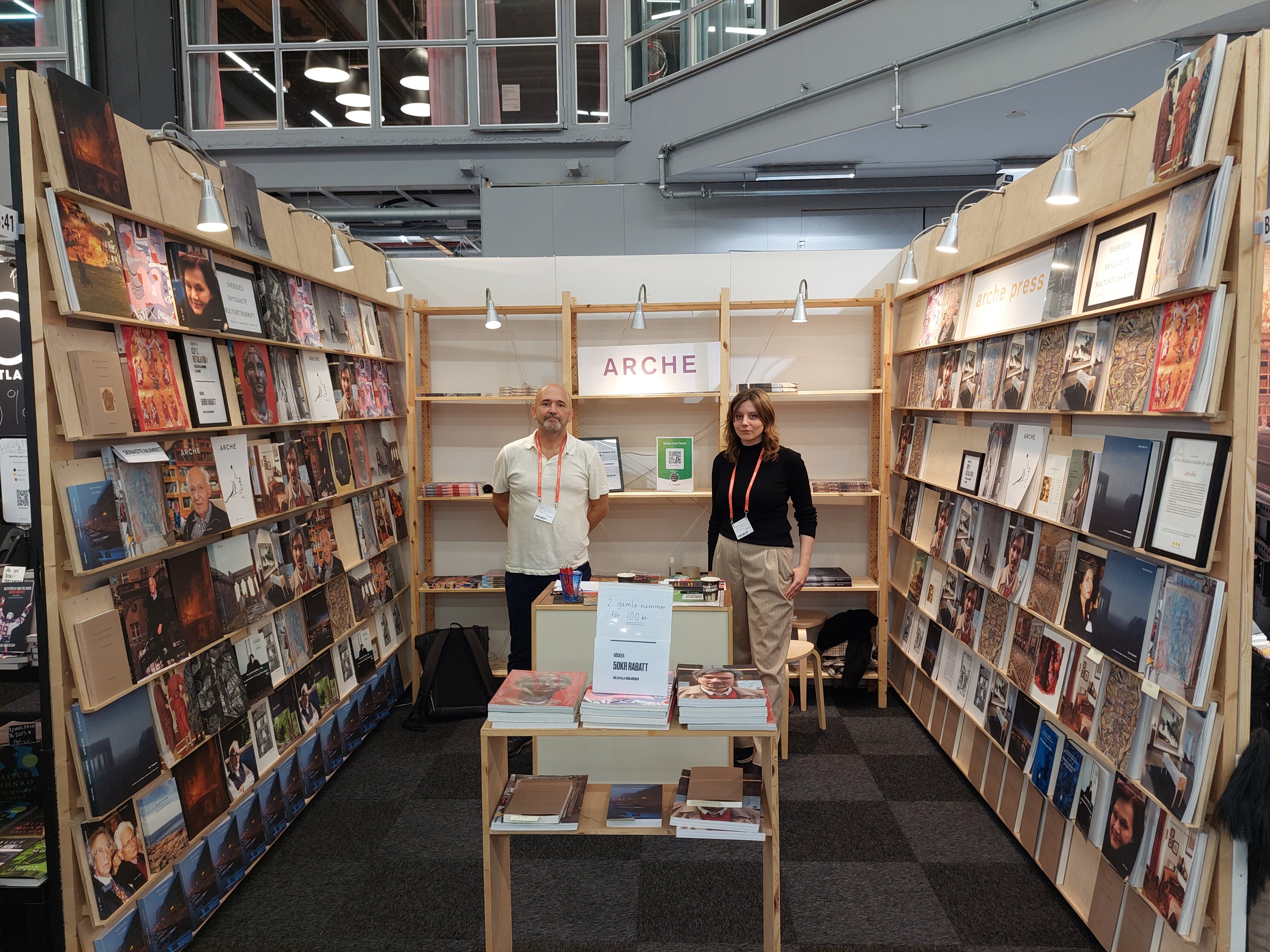
Arche på Bokmässan 2023

Arche (ISSN 2000-7817) är en kulturtidskrift utgiven av Freudianska föreningen i Göteborg. Tidskriften publicerar texter inom bland annat psykoanalys, idéhistoria, arkitekturhistoria, filosofi och litteraturvetenskap, skönlitteratur, konst och poesi. Redaktör och ansvarig utgivare för tidskriften är Per Magnus Johansson. Tidskriften hette tidigare Psykoanalytisk Tid/Skrift (ISSN 1650-7398). Det första numret av Psykoanalytisk Tid/Skrift utkom 2002. Från och med 2011 har tidskriften bytt namn till Arche. 
Arche utges med stöd av Statens kulturråd. 
Den 6 oktober 2018 tilldelades Arche pris som Årets kulturtidskrift 2018 av Föreningen för Sveriges tidskrifter.
I anslutning till tidskriften produceras även podden Arche - samtal om psykoanalys, humaniora och arkitektur.